# 지방도 제1116호선
지방도 제1116호선(한창로)은 대한민국 제주특별자치도 서귀포시 안덕면 창천삼거리와 제주시 한림읍 한림리 한림종합운동장 앞을 잇는 제주특별자치도의 지방도이다. 한림읍과 안덕면 창천리를 잇는다고 하여 각 지명의 앞글자를 따 한창로라는 도로명이 붙여졌다. 또는 목장 지역을 연결하는 도로라고 해서 "서부축산도로"라고도 한다.

## 역사
1971년에 박정희 대통령이 한림읍 금악리에 조성된 이시돌목장을 방문한 적이 있었는데, 이 목장을 방문 후 돌아가던 길에 차가 도랑에 빠지는 일이 발생했다. 이에 박정희 대통령이 도로 확·포장을 지시해 이 도로를 개설하게 되었다고 한다.
처음 이 도로를 건설할 당시 금악리 지역 주민들이 무상으로 도로 용지 및 건설 인력을 제공하였다. 이후 이 도로는 두번에 걸쳐 추가로 확·포장 공사가 있었는데, 이 때도 이 지역 주민들이 참여하였다고 한다. 이렇게 하여 1973년 한림읍에서 이시돌목장 간 10km 구간이 포장 완료되었으며 1979년 4월 29일에 지방도로 지정되었다. 이후 추가적인 공사를 통해 1989년에 이시돌목장에서 안덕면 창천리까지 구간이 포장 완료되었다. 그리고 2001년에는 한림우회도로와 중산간도로 사이 구간 1.7km가 왕복 4차로로 확장되었다.
- 1979년 4월 26일: 북제주군 한림읍 한림리와 남제주군 안덕면 창천리를 잇는 연장 21.2km의 지방도 제1116호 서부축산관광도로 노선 신설[2]
- 1990년 8월 22일: 도로명을 한창로로 지정[3]
- 1995년 10월 5일: 지방도 노선 폐지 및 재지정[4]
- 2003년 4월 7일: 지방도 노선 폐지 및 재지정[5]

## 주요 경유지
- 서귀포시
  - 안덕면 창천삼거리 - 상창리 - 상창 교차로 - 테디벨리GC - 동광 나들목 - 동광육거리 - 동광리

- 제주시
  - 한림읍 블랙스톤CC - 이시돌삼거리 - 금악리 교차로 - 금악삼거리 - 명월리 - 명월삼거리 - 동명사거리 - 제주서부소방서 - 동명리 - 한림공업고등학교 - 한림종합운동장

## 중복 구간
- 서귀포시 안덕면 창천삼거리 ~ 상창 교차로: 지방도 제1136호선과 중복
- 제주시 한림읍 이시돌삼거리 ~ 금악리 교차로: 지방도 제1115호선과 중복

## 도로명
- 서귀포시 안덕면 창천삼거리 ~ 제주시 한림읍 금악리 교차로: 한창로
- 제주시 한림읍 금악삼거리 ~ 동명사거리: 중산간서로
- 제주시 한림읍 동명사거리 ~ 한림종합운동장: 한림중앙로